# 2 км (зупинний пункт, Придніпровська залізниця)
2 км — закритий пасажирський залізничний зупинний пункт Дніпровської дирекції Придніпровської залізниці на лінії Сухачівка — Правда між станціями Сухачівка (3 км) та Правда (14 км). Розташовувався у Новокодацькому районі (мікрорайон Таромське) міста Дніпро. 

## Пасажирське сполучення
З 2004 року пасажирське сполучення на даній ділянці припинено.